# Иоанн III (архиепископ Сольтание)
Иоанн III — восьмой архиепископ Сольтание (с 1398 года), доминиканец; дипломат, путешественник и писатель; знаток нескольких восточных языков. О его национальности, месте и времени рождения нет точных данных. Часто отождествляется с Иоанном де Галонифонтибусом (de Galonifontibus, то есть выходец из Gaillefontaine в Верхней Нормандии), епископом Нахичевана (с 1377); иногда — с английским францисканцем Джоном Гринлоу (John Greenlaw), епископом Солдайи. Некоторые историки сомневаются в корректности таких отождествлений

 .
26 августа 1398 г. папа Бонифаций IX утвердил Иоанна, находившегося в Риме, на архиепископскую кафедру Сольтание в Иране, завоёванном к тому времени Тимуром. Иоанн отправился на восток, но после победы Тимура над Баязидом при Ангоре (июль 1402 г.) был послан победителем в Европу с известием об этом событии. Посетив Венецию и Геную, Иоанн в мае 1403 года оказался в Париже, а затем — в Лондоне. Он передал королям Карлу VI Французскому и Генриху IV Английскому письма Тимура и его сына Миран-шаха, в которых предлагалось заключить договора о взаимовыгодной торговле.
В июне 1407 года Иоанн находился в Венеции, летом 1408 — в Пизе, затем с делегацией участников Пизанского собора посетил Венгрию, где были проведены переговоры с королём Сигизмундом по поводу церковного раскола. В последующие годы он, вероятно, проявлял активность в установлении союзнических отношений между Сигизмундом и тимуридами Миран-шахом и Шахрухом. В 1410 г., будучи в Риме, Иоанн был назначен главой архиепископства Ханбалыка (Пекина) в сане митрополита. Около 1423 года выехал из Ирана в Крым, где и провёл последние годы жизни, курируя также крымскую епархию.
Иоанн — автор Книги познания мира (Libellus de notitia orbis), написанной в 1404 году на испорченной латыни и являющейся важным источником по истории и этнографии Кавказа, Малой Азии, Ирана и других регионов. В нём также содержатся данные о деятельности в этих странах доминиканцев и францисканцев. В своих описаниях Иоанн основывался как на собственных путевых впечатлениях, так и на информации, полученной от других путешественников, в основном, купцов. Кроме того, он пользовался трудами средневековых авторов, таких как Пётр Едок, Гонорий Августодунский и Исидор Севильский. До настоящего времени сохранилось три рукописи сочинения архиепископа Иоанна.